# 美濃路大垣宿本陣跡
美濃路大垣宿本陣跡（みのじおおがきじゅくほんじんあと）は岐阜県大垣市竹島町にある美濃路大垣宿の本陣。
大垣宿本陣跡附明治天皇行在所跡として、大垣市の史跡に指定されている。

## 概要
大垣宿の本陣は元禄5年（1692年）に火災で焼失。その後再建され、嘉永3年（1850年）に飯沼家により大規模な改修が行われた。1878年（明治11年）に明治天皇が東海北陸御巡幸の際に行在所となっている。
建物は何度かの改築、増築、老朽化部分などの撤去が行われ、竹島会館として地域の集会所として使用された。2012年（平成24年）10月から大垣市により改修が行われ、嘉永3年の改修当時の間取りを生かしつつ昭和期の増築個所の撤去が行われ、2013年（平成25年）3月30日から公開された。
改修により、明治天皇の宿泊した部屋（上段の間）が復元され、他の部屋は展示室、休憩所などとなっている。展示室には本陣の模型、大垣祭の山車の榊軕（竹島町が担当）に関する資料などが展示されている。現在は大垣市の文化施設の一つとなっている。
大垣宿は朝鮮通信使の宿泊地となっており、大垣宿跡には世界の記憶（世界記憶遺産）「朝鮮通信使に関する記録：17世紀から19世紀までの日本と朝鮮の平和構築と文化交流の歴史」として登録されたのを記念する碑が設置されている。また、展示室には榊軕が明治初期まで朝鮮通信使を模した練り物（朝鮮山車）であったころの資料も展示されている。

## 利用案内
- 所在地：岐阜県大垣市竹島町39
- 開館時間：10:00 - 15:00[4]
- 開館日：土日祝日（冬期は閉館）[4]

## 交通アクセス

### 公共交通機関
- 名阪近鉄バス「OKB大垣共立銀行前」バス停下車、徒歩3分[4][5]。
- JR東海道本線・樽見鉄道樽見線・養老鉄道養老線大垣駅下車、徒歩で約14分[4][5]。

## 周辺施設
- 大垣郵便局
- 大垣共立銀行本店
- 大垣市守屋多々志美術館